# Малх Карфагенский
Малх (умер ок. 535 до н. э.) — военачальник и правитель Карфагена в середине VI века до н. э.
Со времён смерти царицы Дидоны (IX век до н. э.) верховная власть в Карфагене находилась в руках так называемых принцепсов (ближайших сподвижников Дидоны и их потомков). Правление этих знатнейших семейств сохранялось примерно до 535 года до н. э., когда полководец Малх попытался силой захватить власть в государстве. Как можно предположить, Малх смог удержать власть лишь в течение короткого времени. По неизвестным причинам он вскоре потерпел поражение, потерял власть и был казнён. Тем не менее, всё равно после этого в Карфагене установился режим единоличного правления, так как после смерти Малха власть захватил Магон I, который и основал новую правящую династию.